# زبان‌های بالتیک
زبان‌های بالتیک نام گروه زبانی زیرشاخه از زبان‌های هندواروپایی است. گویشوران این خانواده زبانی در اصل در خاور و جنوب شرقی دریای بالتیک و شمال اروپا می‌زیند. بیشتر این خانواده را به دو شاخه بخش می‌کنند: بخش خاوری که دربرگیرنده زبان‌هایی مرده است و بخش باختری که دربرگیرنده زبان‌هایی زنده و مرده است. زبان‌های زنده گروه خاوری دربرگیرنده لیتوانیایی (لیتوانیایی استاندارد و ساموژیتی) و لاتویایی (لاتویایی ادبی و لاتگالیایی) است. با اینکه لاتویایی و لیتوانیایی و حتی پروسی باستان واژگان همپیوند و همریشه بسیاری با هم دارند ولی دو زبان برای گویشوران زبان دیگر فهم‌پذیر نیستند. زبان پروسی باستان کهن‌ترین زبان از خانواده بالتیک شناخته شده است.

## شاخه‌ها

### زبان‌های بالتیک باختری
- زبان کوری (مرده)
  - کورونی نو (نزدیک به نابودی، این زبان دارای ویژگی‌های از زبان‌های بالتیک خاوری‌است)
- زبان گالیندی (مرده)
- پروسی باستان (مرده)
- زبان یاتوینگی (مرده)

### زبان‌های بالتیک خاوری
- لاتویایی (با ۳ میلیون گویشور)
  - زبان لاتگالی (با ۱۵۰هزار گویشور)
- لیتوانیایی (با ۳٫۹ میلیون گویشور)
  - ساموژیتی (بیشتر گویشی از لیتوانیایی شمرده می‌شود)
- زبان سلونی (مرده)
- زبان سمیگالی (مرده)

## پخش جغرافیایی
کانون گویشوران زبان‌های بالتیک در مرزهای کشورهای لیتوانی و لاتویاست. همچنین از راه کوچ گروه‌های بالتیک‌زبان در آمریکا، شوروی پیشین، کانادا و استرالیا نیز می‌زیند. از دید تاریخی این زبان در گستره پهناورتری بر زبان‌ها روان بوده است، از باختر تا دهانه رود ویستولا در لهستان کنونی، از دورترین نقطه خاوری تا رود دنیپر در روسیه سفید کنونی و شاید حتی تا مسکو، و همچنین انگاشته می‌شود تا جنوبی‌ترین نقطه در کیف. گواه این پراکندگی آب‌نام‌ها در منطقه‌های یادشده است که ویژگی‌ای بالتیکی است. این آب‌نام‌ها گواه نفوذ فرهنگ بالتیکی است، اگرچه زمان این نفوذ روشن نیست. گسترش تاریخی زبان‌های اسلاوی در جنوب و خاور و زبان‌های ژرمنی در باختر، گستردگی جغرافیایی زبان‌های بالتیک را از آنچه پیشتر بود، کاست.
برپایه یک نگره انگاشته می‌شود که قبیله‌های هندواروپایی‌زبان در سده ۱۳ (پیش از میلاد) در جنوب کرانه‌های دریای بالتیک جاگیر شدند و گویشی که بدان سخن می‌گفتند به زبان بالتیک دگرش یافته است. در آینده اینان در درازای نوار کرانه‌ای دریا کوچ می‌کنند و با مردمان ماهیگیر و کشاورز نیافینی‌زبان بومی برخورد می‌کنند. می‌نماید که این مردمان فینی در میان هندواروپاییان حل‌شده‌اند و از آمیزش آنها بالتیک‌ها پدید آمده‌اند. شاخه‌شاخه‌شدن گویش‌های آنان شدنی است که در هزاره یکم (میلادی) روی داده باشد.
نخستین باری که در تاریخ از یک قبیله بالتیکی یاد شده است به سال ۹۸ (پیش از میلاد) برمی‌گردد. نخستین یادی که از یک زبان بالتیک شده است به ۱۳۵۰ (میلادی) برمی‌گردد و آن در پیوند با نگارش فرهنگ واژگان پروسی اِلبینگ-فرهنگ آلمانی به پروسی- است. نخستین گواه تاریخی از زبان لیتوانیایی به نوشتن کتاب دینی برگردان‌شده به لیتوانیایی در ۱۵۴۵ بازمی‌گردد. نخستین کتاب چاپی هم به این زبان از مارتیناس ماژویداس در ۱۵۴۷ رخ داده که یک کتاب آیینی دیگر بوده است. نخستین کتاب به لاتویایی هم در سال ۱۵۳۰ نوشته شده که باز کتابی دینی بوده است. به همین زبان نخستین کتاب چاپی در ۱۵۸۵ پدید آمد و آن هم دینی. یکی از دلیل‌های شناسایی دیرتر بالتیک‌ها به پذیرش دیرهنگام کیش ترسایی از سوی ایشان در سنجش با دیگر ملت‌های اروپا بازمی‌گردد. این دیرپذیری ایشان را از شناخت و توانایی نگارش دور داشت و همچنین زبانشان را از اثرپذیری از بیرون پاسداری کرد.
با پاگیری یک دولت آلمانی در پروس در سده ۱۳ (میلادی) مردمان بالتیک پروسی آغاز به جابه‌جایی از سرزمینشان کردند و بازماندگان در آلمانی‌ها حل شدند تا آنجا که در سده ۱۷ زبان پروسی دیگر مرده بود.
در دوره کشور لهستانی-لیتوانیایی(۱۵۶۹-۱۷۹۵) زبان و نوشتار دیوانی به لهستانی، روتنیایی و لاتین انجام می‌شد و لیتوانیایی به یک زبان گفتاری عامیانه بدل شد.
پس از تکه‌پاره‌شدن لهستان بسیاری از سرزمین‌های بالتیک به دست امپراتوری روسیه افتاد. از این پس گاه برخی زبان‌ها و نگارش بدان‌ها از سوی روسها نهی می‌شد.

## پیوند با دیگر زبان‌های هندواروپایی
زبان‌های بالتیک از آنجا که دارای ویژگی‌هایی نخستین از زبان نیاهندواروپایی هستند، سخت مورد توجه زبان‌شناسانند.
زبان‌شناسان دربارهٔ پیوند زبان‌های بالتیک با دیگر زبان‌های هندواروپایی هم‌رای نیستند. برخی پیوندها میان زبان‌ها با شیوه سنجشی بازسازی گاه‌شمارانه دگردیسی‌های آوایی و دستوری زبان‌ها نسبت به هم شناسایی می‌شوند. خویشاوندی زبانی با شناخت بدعت‌های نگاهداشته دو زبان یا خانواده زبانی تعیین می‌شود.
از بسیاری از زبانهای مرده بالتیک نوشته‌ای یا به جا نمانده یا اگر مانده بسیار ناچیز است. بسیاری از این زبان‌های مرده با ثبت تاریخ‌نویسان کهن یا از روی نام‌ها و جاینام‌ها شناخته شده‌اند. پیشینه گم و ناپیدای این زبان‌ها-که نوشته‌هایشان نیز به دوره‌های نزدیک بازمی‌گردد- سبب‌ساز طرح نگره‌هایی چند دربارهٔ خویشاوندی آنها با دیگر زبان‌های هندواروپایی شده است.
بیشتر زبان‌شناسان بر این باورند که زبان‌های بالتیک یک‌راست از زبان نیاهندواروپایی جدا شده‌اند.
بیشتر دانشمندان نزدیکی بسیار میان زبان‌های بالتیک با زبان‌های اسلاوی را نشان داده‌اند. حال اینکه این نزدیکی نشان از تبار یکه‌ای برای این دو خانواده دارد یا تنها به دلیل نزدیکی جغرافیایی این دو خانواده زبانی بوده است، جای اختلاف دارد.
همچنین پیوند نزدیک میان زبان‌های بالتیک و زبان‌هایی که از دید جغرافیایی از این خانواده دورند-همچون آلبانیایی، داسی و تراسی انگاشته می‌شود.
به تازگی پیشنهاد شده است که خانواده زبانی بالتیک یک خانواده ناجور است و دو شاخه خاوری و باختری این زبان خود دو خانواده جداگانه بوده‌اند که با گذشت زمان به هم پیوسته‌اند.